# Semiothisa biparata
Semiothisa biparata là một loài bướm đêm trong họ Geometridae.